# Акдаг, Умит
Уми́т Акда́г (рум. Ümit Akdağ; 6 октября 2003, Бухарест) — румынский футболист, защитник клуба «Аланьяспор», выступающий на правах аренды за клуб «Тулуза».

## Клубная карьера
Умит Акдаг родился в Бухаресте, но имеет турецкие корни. Первые шаги в футболе он сделал в академии бухарестской «Стяуа», а в 2015 году перебрался в Англию, где тренировался в юношеской системе лондонского «Челси». В 2017 году продолжил карьеру в Турции, перейдя в академию клуба «Аланьяспор».
Дебют Акдага в Суперлиге Турции состоялся 3 июня 2023 года в матче против «Трабзонспора». В сезоне 2023/24 на правах аренды выступал за «Гёзтепе» в первом дивизионе, где провёл 25 матчей и забил 3 гола, внеся весомый вклад в выход команды в Суперлигу.
Летом 2024 года Умит перешёл во французскую «Тулузу» на правах аренды с опцией выкупа. В Лиге 1 он дебютировал 22 сентября 2024 года в матче против «Бреста». В течение сезона провёл 12 матчей за клуб (включая Кубок Франции), постепенно закрепляясь в основном составе.

## Карьера в сборной
Несмотря на турецкое происхождение, Акдаг принял решение представлять Румынию на международном уровне. Он дебютировал за молодёжную сборную Румынии в ноябре 2023 года, а в октябре 2024 года забил важный гол в отборочном матче молодёжного чемпионата Европы 2025 против Швейцарии, который помог румынской команде занять первое место в своей группе.